# Utah
Utah (pronunție engleză: [ˈjuːtɑː]), conform numelui oficial State of Utah (în traducere, „Statul Utah”) este unul din cele 50 de state ale Statelor Unite ale Americii, localizat în partea de vest a SUA. A fost admis în Uniune ca cel de-al patruzeci și cincilea stat al acesteia, la 4 ianuarie 1896.
Aproximativ 85 % din populația de circa 3.500.000 de locuitori ai statului Utah, locuiesc în conurbația cunoscută drept Wasatch Front, a cărei „inimă” este capitala statului și cel mai mare oraș al acestuia, Salt Lake City.  În contrast, enorme suprafețe ale statului sunt foarte slab populate sau total nepopulate, făcând din populația statului Utah a șasea în ordinea gradului de urbanizare din Statele Unite.
Cea mai mare parte a statului este stâncoasă și muntoasă, distingându-se trei regiuni geologice majore: Munții Stâncoși (în engleză The Rocky Mountains), Marele Bazin (în engleză The Great Basin) și Platoul Colorado (în engleză The Colorado Plateau).
Utah este cunoscut pentru diversitatea sa naturală, statul având forme geografice dintre cele mai diferite, de la dune de nisip la păduri de conifere, dintre care, cele de pini, care se găsesc în văile montane, sunt cele mai reprezentative.
Statul Utah oferă numeroase destinații turistice, având o puternică infrastructură în acest sens.  A fost gazdă a Jocurilor Olimpice de iarnă din 2002.  Stațiunile turistice din nordul lanțului muntos Wasatch Range, suprafețele sărate Bonneville Salt Flats, "Marele lac sărat" ([the] Great Salt Lake), cele cinci parcuri naționale din sudul statului (așa cum ar fi Arches, Zion și Bryce Canyon), precum și atracțiile culturale cum ar fi Temple Square, Sundance Film Festival și Utah Shakespearean Festival sunt printre cele mai vizitate.
Până în anul 2007, majoritatea locuitorilor statului fuseseră membri ai Bisericii mormone (în engleză, The Church of Jesus Christ of Latter-day Saints (sau Latter Day Saints, prescurtat LDS), având procentaje mai ridicate în mediul rural și mai scăzute în mediul urban. Religia a avut o puternică influență regională, contribuind decisiv la puternica atitudine restrictivă a statului față de băuturi alcoolice și jocuri de noroc, respectiv la existența celei mai ridicate rate a nașterilor din națiune.  Înainte de faimosul 1890 Manifesto, concepția "Bisericii LDS" de a promova căsătorii multiple a dus la multiple confruntări dintre mormoni și guvernul federal al Statelor Unite, culminând cu așa-numitul "război Utah" (The Utah War).
Începând cu sfârșitul secolului al 19-lea, datorită boom-lui minier, incluzând crearea celei mai mari (de atunci) mine cu galerii din lume (Kennecott Copper Mine), companiile miniere au atras și continuă să atragă numeroși imigranți de diferite credințe, care s-au găsit adesea în conflict cu populația locală, majoritară, atunci de credință mormonă. Aceste tensiuni au jucat și continuă să joace un rol important în istoria locală (vezi Partidul Liberal din Utah și Partidul Poporului din Utah).

## Demografie

### 2010

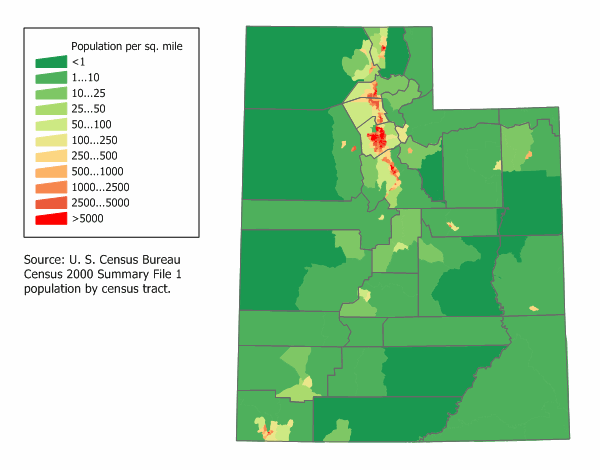
Densitatea populației statului Utah

Populația totală a statului în 2010: 2,763,885	
Structura rasială în conformitate cu recensământul din 2010:
- 86.1% Albi (2,379,560)
- 1.1% Negri (29,287)
- 1.2% Americani Nativi (32,927)
- 2.0% Asiatici (55,285)
- 0.9% Hawaieni Nativi sau locuitori ai Insulelor Pacificului (24,554)
- 2.7% Două sau mai multe rase (75,518)
- 6.0% Altă rasă (166,754)
- 13.0% Hispanici sau Latino (de orice rasă) (358,340)

### 2023
Din 2007, mormonii nu mai sunt majoritari în statul Utah.